# Clementine

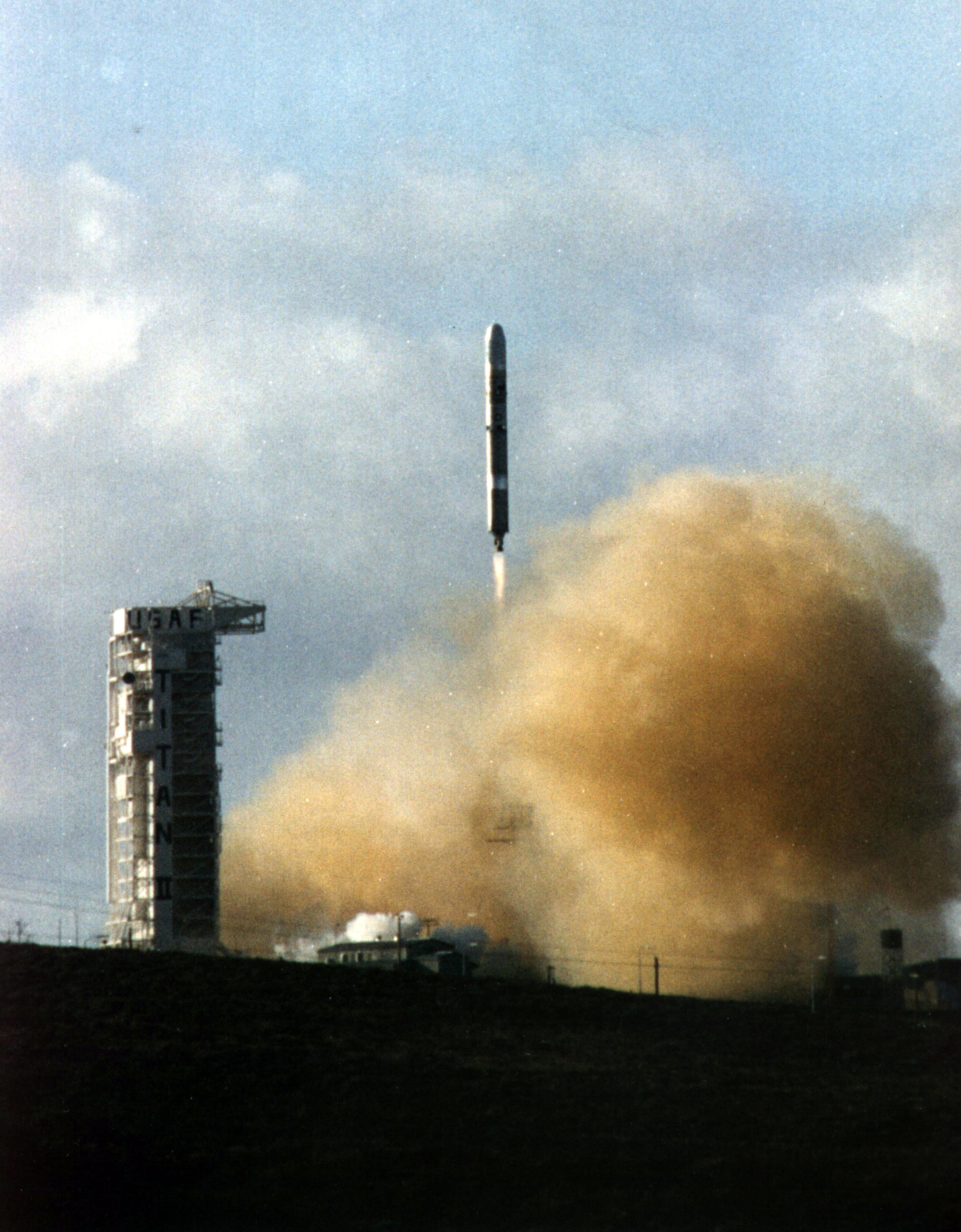
Lancement par une fusée Titan.

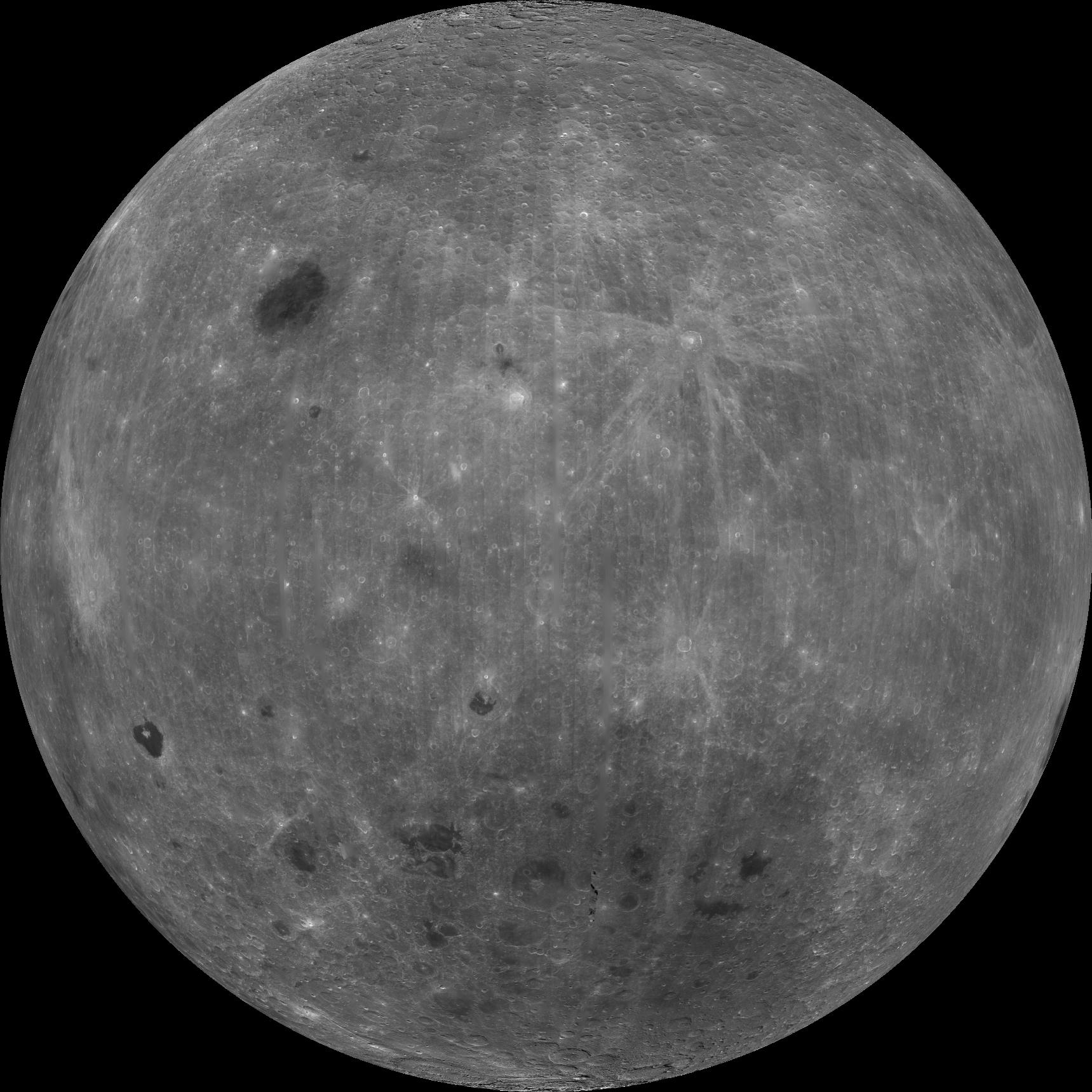
Image de la face cachée de la Lune.

Deep Space Program Science Experiment • DSPSE
Pour les articles homonymes, voir Clémentine (homonymie).
Clementine, officiellement nommée Deep Space Program Science Experiment (en abrégé DSPSE ; en français « Expérience scientifique du programme pour l'espace profond ») est une mission spatiale conjointe entre la Ballistic Missile Defense Organization (BMDO) (successeur de l'Initiative de défense stratégique (IDS)) et la NASA lancée le 25 janvier 1994. Son objectif était de tester dans l'espace de nouveaux capteurs composants et de réaliser des observations scientifiques de la Lune et de l'astéroïde proche de la Terre (1620) Géographos. Clementine était la première sonde lunaire lancée par la NASA depuis 20 ans. Les instruments de la sonde ont permis pour la première fois d'obtenir des images du pôle sud de la Lune. Les mesures effectuées suggèrent que de la glace d'eau pourrait subsister dans les parties de certains cratères du pôle sud qui seraient en permanence à l'ombre. À la suite d'une défaillance du système de contrôle d'attitude, les observations de l'astéroïde Géographos n'ont pu être réalisées.

## Objectifs

### Étude de la Lune et de l'astéroïde Géographos
Les observations lunaires réalisées comprennent des images à différentes longueurs d'onde dans le visible ainsi que dans l'ultraviolet et l'infrarouge, de l’altimétrie laser, de la gravimétrie et des mesures de particules chargées.
Ces observations avaient pour but l'obtention de l'imagerie multispectrale de la surface lunaire en entier, l'évaluation de la minéralogie de la surface de la Lune, l'obtention de l'altimétrie entre les latitudes 60 N et 60 S, et l'obtention de données gravimétriques pour la face visible. Il était également prévu de prendre des images et de déterminer la taille, la forme, les caractéristiques de rotation, propriétés de surface et les statistiques de cratères de (1620) Geographos.

### Tests de nouveaux détecteurs
Clementine emportait sept expériences distinctes à son bord : une caméra UV / Visible, une caméra dans le proche infrarouge, une caméra infrarouge à longue longueur d'onde, une caméra haute résolution, deux caméras de poursuite stellaire, un altimètre laser et un télescope pour particules chargées. Le transpondeur en bande S a été utilisé pour les communications, le suivi et les expériences de gravimétrie. Le projet a été nommé Clementine d'après la chanson "Oh My Darling, Clementine" vu que le vaisseau spatial sera "sacrifié" après sa mission.

## Caractéristiques techniques
L'engin spatial est un prisme octogonal de 1,88 m de haut et 1,14 m de large de deux panneaux solaires en saillie sur des côtés opposés parallèles à l'axe du prisme. Une antenne parabolique fixe à gain élevé de 42 pouces de diamètre (1 100 mm) est à une extrémité du prisme, et le propulseur de 489 N à l'autre extrémité. Les ouvertures des capteurs ont toutes été regroupées sur un seul des huit panneaux, à 90 degrés par rapport aux panneaux solaires, et protégées par un seul capot.
Le système de propulsion sonde consistait en un système monergol à l'hydrazine pour le contrôle d'attitude et d'un système biergol peroxyde d'azote/méthylhydrazine pour les manœuvres dans l'espace. Le système biergol avait une capacité totale d'environ 1 900 m/s avec 550 m/s nécessaires pour l'insertion lunaire et 540 m/s pour le départ lunaire.
Le contrôle d'attitude était réalisé par 12 petits réacteurs de contrôle d'attitude, deux suiveurs stellaires et deux unités de mesure inertielle. Le vaisseau spatial était stabilisé sur trois-axes en orbite lunaire par des roues de réaction avec une précision de 0,05 degré dans le contrôle et 0,03 degré dans l’acquisition. Le courant était fourni par des panneaux solaires GaAs/Ge à cardan sur un seul axe, qui chargeaient une double pile Ni-H de 15 Ah, 47 Wh/kg.
Le traitement de données du vaisseau était assuré par un ordinateur MIL-STD-1750A (1.7 Mips) concernant la sécurité, le contrôle d'attitude et la maintenance et un processeur RISC 32 bits (18 Mips) pour le traitement d'image et opérations autonomes et un système de compression d'image fourni par le CNES, agence spatiale française. Une unité de traitement de données séquence les caméras, exploite le système de compression d'images et dirige le flux de données. Les données sont conservées dans un enregistreur électronique de 2 Go.

## Déroulement de la mission

### La recherche d'eau sur la Lune
Équipé d'un radar bistatique, la sonde explora les régions polaires et détecta au pôle sud un écho qui correspondait à de la présence d'eau sous forme de glace. Depuis, le radiotélescope d'Arecibo a observé de tels échos dans des zones n'étant pas perpétuellement à l'ombre et où, par conséquent, de la glace ne pourrait persister. Ces observations suggèrent que les résultats de Clementine ont pu être mal interprétés.
Les résultats de la sonde japonaise Kaguya-Selene laissent eux aussi penser qu'il n'y aurait pas d'eau sur la Lune. Ses observations montrent en effet une croute très rigide accréditant l'hypothèse d'une formation de notre satellite il y a 4,533 milliards d'années par accrétion du matériel résultant d'une collision entre la terre et une petite planète baptisée Théia. Dans un tel scénario, les températures atteintes en raison du choc auraient fait perdre aux matériaux composant la lune leurs éléments volatils, dont l'eau.